# Église Notre-Dame d'Espinasse
L'église Notre-Dame d'Espinasse est une église catholique située à Aubusson-d'Auvergne, en France.

## Localisation
L'église est située dans le département français du Puy-de-Dôme, sur la commune d'Aubusson-d'Auvergne.

## Historique
L'édifice est construit au XVe siècle. Il est inscrit au titre des monuments historiques en 1985.
Le cimetière communal est attenant, formant un ensemble cohérent avec une petite source située en contrebas, réputée traiter les pathologies dermatologiques. L'ensemble forme un petit lieu de pèlerinage local dévoué à la Vierge-Marie.